# Tympanoctomys
Tympanoctomys (Yepes, 1941) è un genere di roditori della famiglia dei Ottodontidi.

## Descrizione

### Dimensioni
Al genere Tympanoctomys appartengono roditori di piccole dimensioni, con lunghezza della testa e del corpo tra 130 e 170 mm, la lunghezza della coda tra 114 e 135 mm e un peso fino a 104 g.

### Caratteristiche craniche e dentarie
Il cranio presenta le ossa nasali e le arcate zigomatiche corte e la bolla timpanica notevolmente rigonfia. La mandibola è corta e ampia. Gli incisivi superiori possono essere ortodonti od opistodonti, ovvero con le punte rivolte sia verso il basso che verso l'interno della bocca, i molari hanno la caratteristica disposizione delle cuspidi a 8, tipica della famiglia.
Sono caratterizzati dalla seguente formula dentaria:

### Aspetto
L'aspetto è quello di un topo, ricoperto di una densa pelliccia. Il colore delle parti dorsali varia dal giallo dorato al marrone scuro, mentre le parti ventrali sono generalmente bianche. Sono caratterizzati dall'insolita presenza ai lati del palato appena dietro gli incisivi superiori di un paio di fascette di setole e di due ghiandole orali, uniche tra tutti i roditori. Queste setole vibrano contro gli incisivi inferiori ed hanno la funzione di rimuovere lo strato fortemente salino dalle piante di cui si nutrono. La testa è grande, il muso e corto, gli occhi e le orecchie sono relativamente piccoli. Le dita sono munite di piccoli artigli. La coda è più lunga della testa e del corpo e termina con un ciuffo di lunghi peli. I membri di questo genere possiedono il numero cromosomico più elevato tra tutti i mammiferi e, secondo diversi studi, sarebbero gli unici placentati ad avere una condizione genica tetraploide.

## Distribuzione
Si tratta di animali terricoli endemici delle regioni aride dell'Argentina centrale ed occidentale.

## Tassonomia
Il genere comprende 4 specie viventi ed una estinta.
- Fascette di setole orali ben sviluppate.
  - Tympanoctomys barrerae
  - Tympanoctomys kirchnerorum
- Fascette di setole orali poco sviluppate od assenti.
  - Tympanoctomys aureus
  - Tympanoctomys loschalchalerosorum

- Tympanoctomys cordubensis †